# The Screwdriver
The Screwdriver (titulado en español Rebelde motorizado) es el segundo cortometraje animado en las series cinematográficas del Pájaro Loco. Fue producido por Walter Lantz Productions y lanzada por Universal Pictures el 11 de agosto de 1941.

## Argumento
El Pájaro Loco (Mel Blanc) conduce por el campo sin respetar las normas de tránsito. Luego se enfrenta a un policía de tránsito (voz también de Blanc) que le explica que está buscando "correlones". Loquillo se revela a sí mismo como un correlón al conducir a Alaska y regresar en menos de un minuto. El policía intenta arrestarlo, pero Loquillo dice: "¡Te crees muy rudo solo porque llevas uniforme!". El oficial se desnuda pero Loquillo lo ataca con una cámara de guante de boxeo. Loquillo se sale con la suya vistiéndose como un granjero en un caballo y un carruaje y como un chino con un rickshaw. Finalmente, el policía se vuelve loco y es enviado a un hospital psiquiátrico con Loquillo como su cuidador.